# Liquid Glass
Liquid Glass（リキッドグラス）は、2025年6月9日のWWDCで発表された、AppleがデザインしているOS全体で統一したビジュアルテーマ、デザイン言語であり、グラフィカルユーザインタフェースである。Liquid Glassは、iOS 26、iPadOS 26、macOS Tahoe 26、tvOS 26、watchOS 26、で導入された（visionOS 26除く）、より流動的でガラスのようなユーザインタフェースを備える。

## 概要
Appleは、Liquid Glassを「ガラスの光学特性と流動性」を組み合わせたダイナミックな素材と表現する。 Appleの更新されたヒューマンインターフェイスガイドラインによると、Liquid Glassで作られたアプリは、コンテンツとコントロールの間の階層を表示する必要がある。このデザイン言語の目的は、インターフェイス要素とデバイスのルック・アンド・フィールを統一し、さまざまなウィンドウサイズとディスプレイで一貫性を持たせることである。
このデザインは、光を反射して屈折させることで、環境の周りで自動的に変化する要素を備える。このデジタルエレメントは透明で、外観の外側のハイライトと対照的である。TechRadarとのインタビューで、Appleのソフトウェアエンジニアリング担当SVPであるクレイグ・フェデリギは、インターフェイス言語を設計する過程で、Appleのデザイナは工業デザインスタジオを利用して、さまざまな透明度とレンズ特性のガラスを製造し、さまざまなインターフェイスの特性を実際のガラスの特性と密接に一致させていると述べた。また、Appleのヒューマンインターフェイスデザイン担当バイスプレジデントであるアラン・ダイは、Appleは、ハードウェアの進化に伴い、ハードとソフトの緊密な統合を通じて直感的で美しい体験を追求し、今回の広範囲なアップデートでLiquid Glassを導入して、よりシンプルで楽しい操作を目指している旨を述べている。

## 実装
Liquid Glassは、テキスト、スライダー、トグル、アラート、パネル、サイドバーなどのmacOS Sequoia, iOS 18/iPadOS 18の古いコンポーネントを置き換えるために使用され、全体的に古いすりガラスデザインを置き換える。Liquid Glassは、デフォルトのアプリ、ホーム画面 およびサードパーティ製アプリケーションに適用される。デザインの変更を詳述するブログ投稿で、Appleは、この言語はmacOSのAquaデザイン言語、iOS 7のリアルタイムガウスぼかし、iPhone Xのモーション、iPhone 14 Pro以降で利用可能なDynamic Island、およびvisionOSのガラスのようなUIの影響を受けていると述べた。

## 反響
多くのユーザは、新しいデザイン言語を使用して設計されたオペレーティングシステムの美学、ガラスの屈折とレンズの特性を再現するために必要な技術エンジニアリングと、Appleの細部への注意深い実装を称賛している。 しかし、一部の要素が透明過ぎ、その上に置かれたテキストが、直射日光のような特にコントラストの低い環境では読みにくいとの指摘がある。WIREDがインタビューしたデザイナーは、視覚効果がアプリのコンテンツから気をそらすと感じると述べた。また、小規模なチームを持つアプリの開発者が、新しいインタフェイスによって設定された高い視覚基準を満たすのに苦労するという懸念を示した。このデザインは、かつてAppleのデザインを支配していたジョナサン・アイブによりもたらされたフラットデザインから、スキューモーフィックデザイン要素を使用した、より表現力豊かなソフトウェアデザインへ移行であり、Appleのデザイン言語のシフトを示している。多くの批評家やソーシャルメディアユーザは、デザイン言語には、Windows Vistaで普及したガラスのようなテクスチャを含む、Windows Aeroに関連する多くのデザイン要素が含まれていると指摘した。 それは、元々AppleがAquaで導入したデザイン要素であり、Windows Aeroが追従であったことが以前から指摘されている。
クレイグ・フェデリギがLiquid Glassに追加で必要となる計算能力を認めこともあり、Appleが計画的に陳腐化させていると非難する人もいる。

## 参照
- グラスモーフィズム (Glassmorphism)
- ニューモーフィズム（英語版）
- Y2K (美学)（英語版）
- Frutiger Aero